# Ctenochromis benthicola
Ctenochromis benthicola là một loài cá thuộc họ Cichlidae.
Nó được tìm thấy ở khắp hồ Tanganyika ở bờ của Burundia, Cộng hòa Dân chủ Congo, Tanzania, và Zambia. Nó thích sinh sống ở trong hang ở nước nông.